# 90 Dywizja Pancerna (ZSRR)
90 Gwardyjska Lwowska Dywizja Pancerna – związek taktyczny Armii Radzieckiej przejęty przez Siły Zbrojne Federacji Rosyjskiej.
W końcowym okresie istnienia Związku Socjalistycznych Republik Radzieckich dywizja stacjonowała na terenie Niemieckiej Republiki Demokratycznej. W tym czasie wchodziła w skład 20 Armii.

## Struktura organizacyjna
Skład w 1990:
- dowództwo i sztab – Bernau bei Berlin
- 6 Gwardyjski Lwowski pułk czołgów;
- 68 Gwardyjski Żytomiersko-Berliński pułk czołgów;
- 215 Gwardyjski Kamieniecko-Podolski pułk czołgów;
- 81 Gwardyjski Piotrkowski pułk zmotoryzowany;
- 400 Transsylwański pułk artylerii samobieżnej;
- 288 Gwardyjski pułk rakiet przeciwlotniczych;
- 30 batalion rozpoznawczy;
- 33 batalion łączności;
- 122 batalion inżynieryjno-saperski;
- 120 batalion obrony przeciwchemicznej;
- 1122 batalion zaopatrzenia;
- 32 batalion remontowy;
- 26 batalion medyczny.